# Palaquium sukoei
Palaquium sukoei là một loài thực vật có hoa trong họ Hồng xiêm. Loài này được C.E.C.Fisch. mô tả khoa học đầu tiên năm 1933.